# Пренит
Прени́т (англ. prehnite) — минерал, силикат алюминия и кальция.
По мнению историков, пренит предположительно является самым ранним примером наименования минералов в честь реальных лиц. Он был назван в честь голландского капитана Хендрика ван Прена (1733—1785), впервые привёзшего этот минерал с мыса Доброй Надежды.
Обычно пренит встречается в виде плотных масс и почковидных агрегатов. Реже попадаются агрегаты коротко-столбчатых кристаллов, которые можно гранить. Полупрозрачный пренит считается драгоценным камнем третьего порядка и нечасто используется в ювелирных украшениях. Иногда встречаются пренитовые «кошачьи глаза».
Кристаллы пренитов добывают на территории США, Австралии, Китая, Шотландии, на юге Африки.
Гранёные прениты можно спутать с хризолитом или хризопразом.